# Hypocoela abstrusa
Hypocoela abstrusa är en fjärilsart som beskrevs av Claude Herbulot 1956. Hypocoela abstrusa ingår i släktet Hypocoela och familjen mätare. Inga underarter finns listade i Catalogue of Life.